# Lauber Dezső Sportcsarnok
A Lauber Dezső Sportcsarnok Pécs városi sportcsarnoka, az NB I/A-ban szereplő PVSK-Pannonpower férfi és a PEAC-Pécs női kosárlabdacsapat, valamint az NB I/B osztályban szereplő PVSE férfi és az NB II-ben szereplő PTE-PEAC-Pikker női kézilabdacsapat otthona. 2013 óta a férfi kézilabdakupa négyes döntőjének helyszíne.
A sport mellett egyéb rendezvényeket is tartanak az épületben. Főleg hazai előadók (Kispál és a Borz, Republic, Ákos, Demjén Ferenc) de külföldi világsztárok (pl. Gilbert Bécaud) is léptek már fel a csarnokban. Emellett itt tartott előadást 2008-ban Ole Nydahl buddhista láma is.
A csarnok előtt áll a Kosárlabdázónő névre keresztelt szobor, melyet a 67-szeres válogatott kosárlabdázó, Horváth Judit emlékére állítottak 2004-ben, a női kosárlabda Euroliga Final Four alkalmából.

## Története

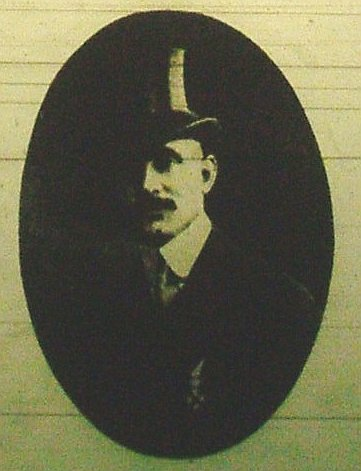
Lauber Dezső portréja.

1873 óta volt ugyan Pécs városának egy kis méretű (14 × 7 méteres) sportcsarnoka, egy új csarnok gondolata csak az 1960-as években fogant meg. Az új sportcsarnok terveit Zöldy Emil a Középülettervező Vállalat as építésze készítette el 1968-ban, az épületet pedig 1976-ban adták át.
A csarnok egy félbemaradt építkezés eredménye. A csarnok nyugati oldalára fedett uszodát terveztek, melyet egy kiszolgáló egység kötött volna össze, edzőteremmel, minihotellel, étteremmel, büfével, jegypénztárral, azonban forráshiány következtében a fejlesztés meghiúsult.
Az 1997-es női kosárlabda-Európa-bajnokság idején a nyugati oldalra építettek egy fitness-központot irodákkal és konferenciateremmel, míg a csarnok új tetőszigetelést kapott és a páholyrész korlátait is lecserélték. Ekkor kapta meg új nevét is.
A sportcsarnokot 2024-ben felújították. A munkák során az épületet leszigetelték, a külső nyílászárókat lecserélték, megújult a fűtés, a légtechnika, a világítás, az eredményjelző és a mosdók, emellett akadálymentes lett a bejutás és napelemeket helyeztek el a tetőn.

## Névadója
Lauber Dezső építész volt és sportember, aki számtalan sportágban nyert versenyeket és bajnoki címeket az atlétikától a golfig, a kerékpározástól a teniszig. Ott volt az 1908-as londoni olimpián és dolgozott sportvezetőként, szervezőként, versenybíróként és a Magyar Olimpiai Bizottság titkáraként is.

## Befogadóképessége
Lelátó: 9 szektorban 2082 számozott ülőhely, valamint 148 férőhely a páholyban
Küzdőtér: kosárlabda-mérkőzéseken 696 fős mobillelátó húzható ki

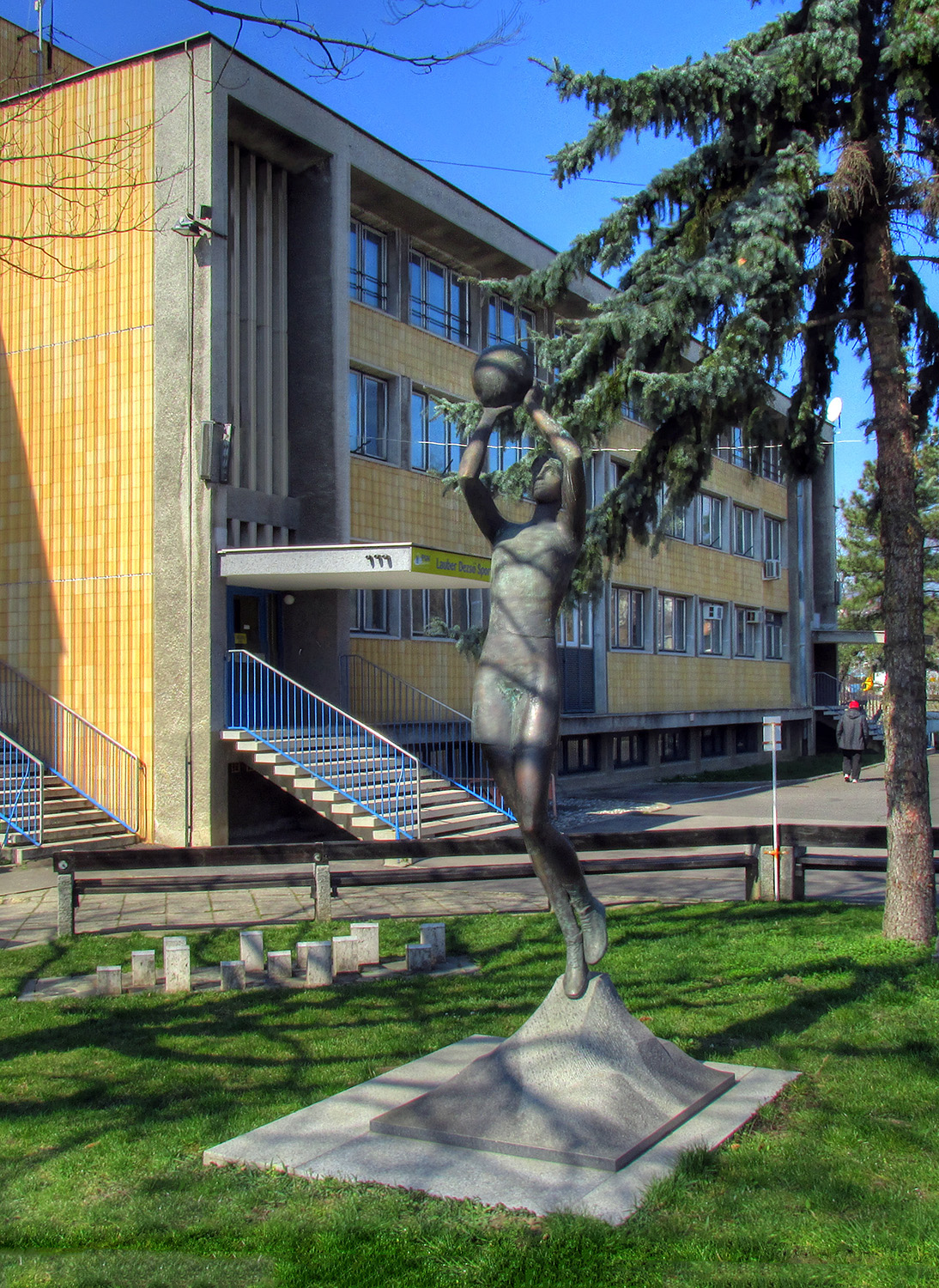
Kosárlabdázó nő szobor

## Cím
7633 Pécs, Dr. Veress Endre utca 10.
Megközelítés: 4-es, 4Y és 104-es buszokkal (Sportcsarnok/Megyeri út megálló) ill. 1-es és 55-ös buszokkal (PÉTÁV megálló).